# Seeschlacht von Lissa (1866)
Custozza – Lissa – Bezzecca

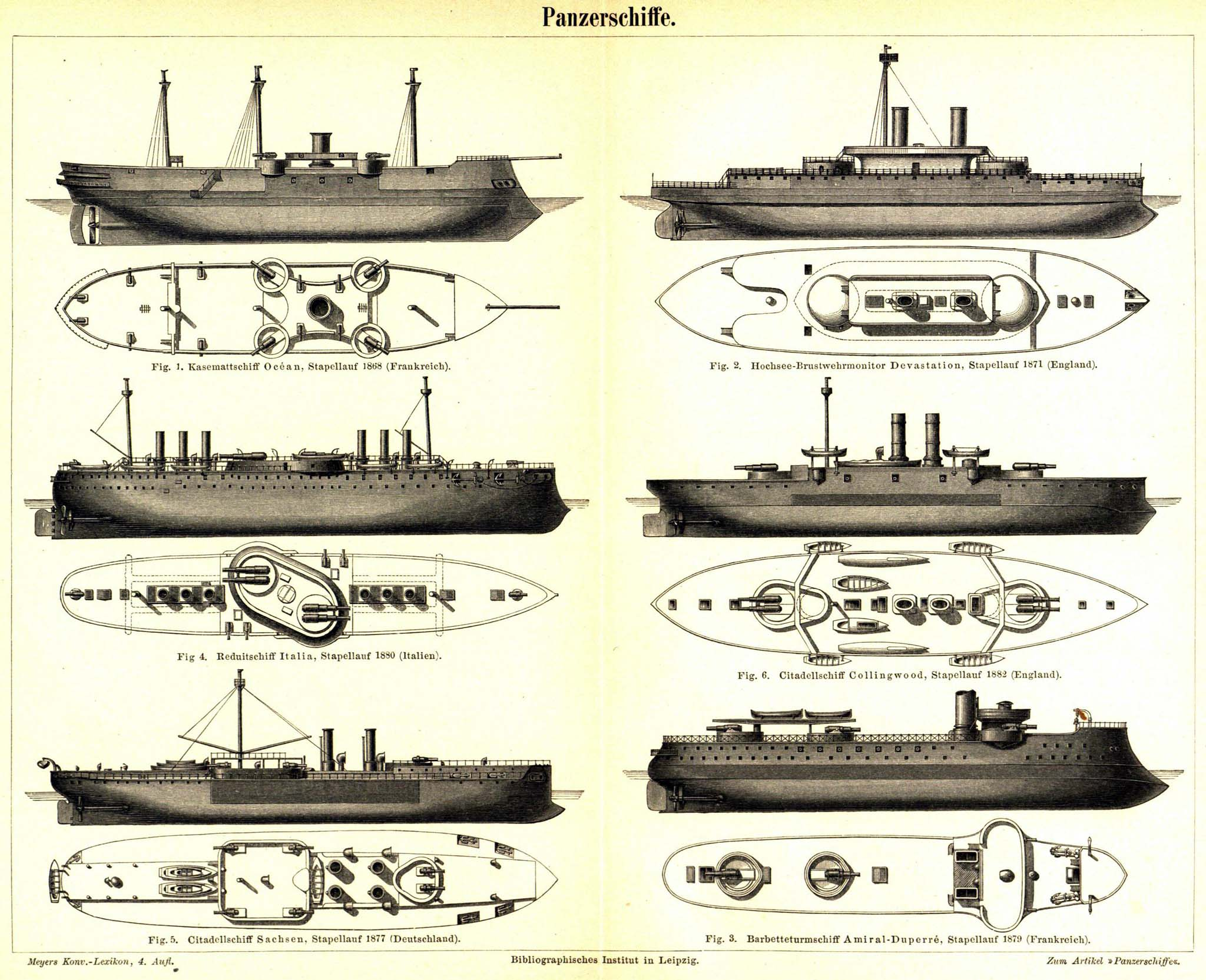
Europäische Panzerschiffe des 19. Jahrhunderts mit Rammbug

Admiral Tegetthoff und sein Kommandostab während der Seeschlacht bei Lissa

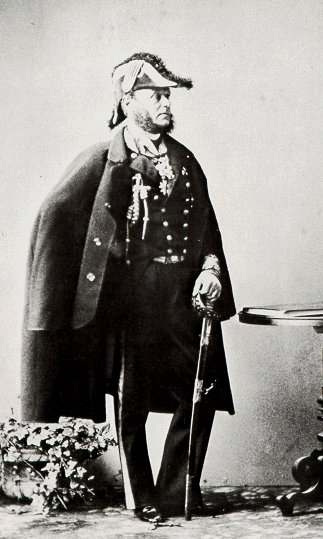
Admiral Carlo Conte di Persano

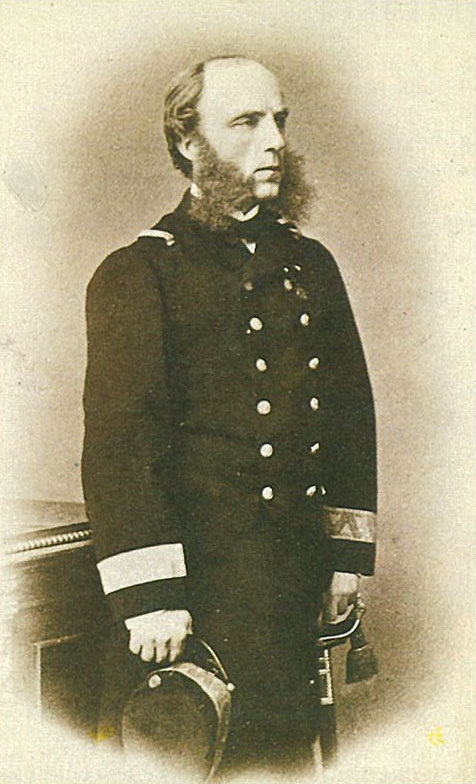
Admiral Wilhelm Freiherr von Tegehtoff

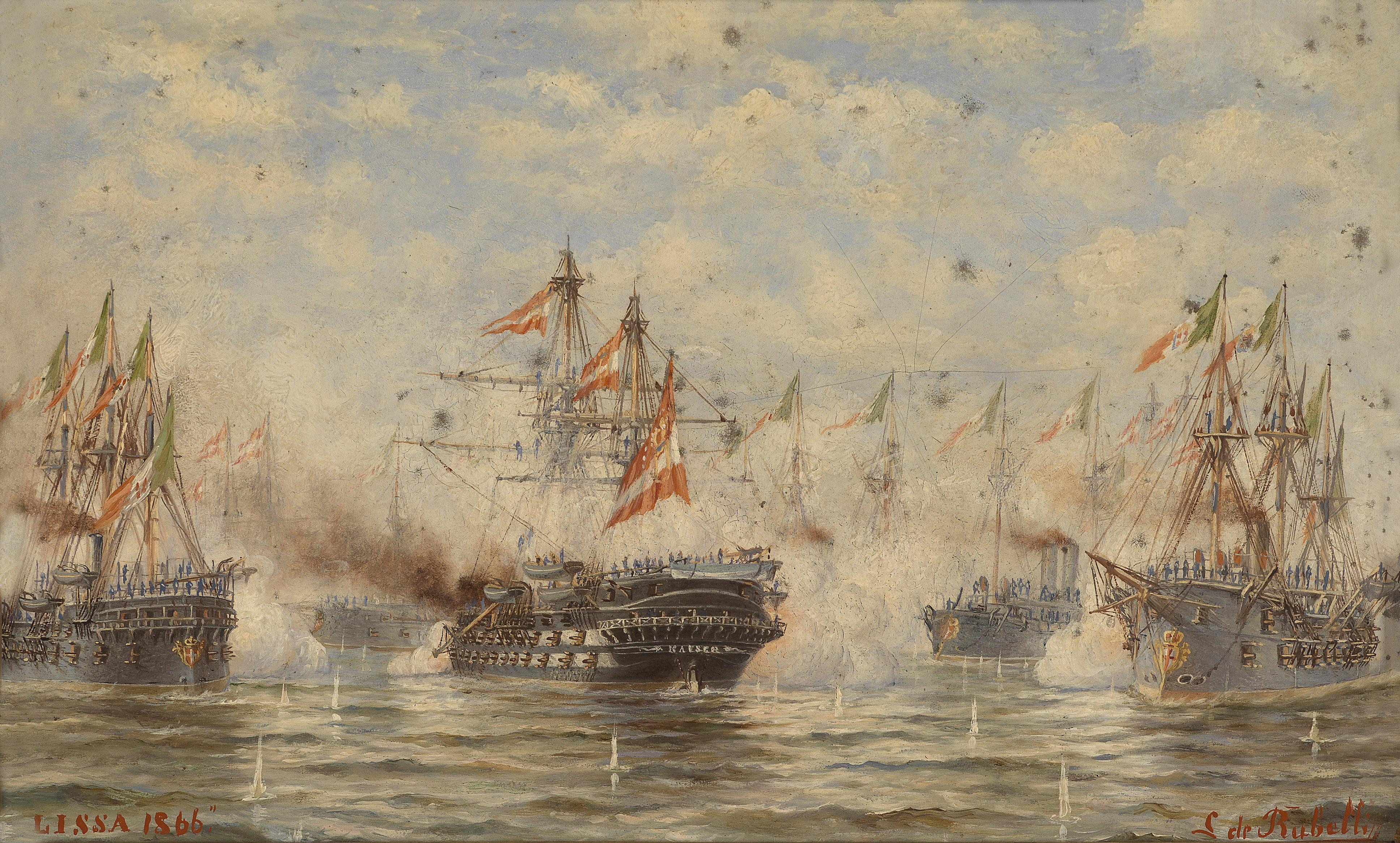
Die SMS Kaiser im Kampf

Der Untergang der Re d’Italia, Gemälde von Carl Frederik Sørensen (Heeresgeschichtliches Museum Wien)

Die Seeschlacht von Lissa war eine Schlacht zwischen einer italienischen und österreichischen Flotte während des dritten Italienischen Unabhängigkeitskriegs. Sie fand am 20. Juli 1866 bei der heute kroatischen Insel Vis (damals Lissa) statt. Das Königreich Italien beabsichtigte das habsburgische Venetien zu erobern und die österreichische Seehegemonie in der Adria zu brechen. Die kaiserlich-österreichische Marine konnte aber trotz der zahlenmäßig und technischen Überlegenheit der italienischen Flotte durch die Anwendung der Rammtaktik den Kampf für sich entscheiden. Dies war das erste Seegefecht, in dem in größerem Umfang neu entwickelte Panzerschiffe eingesetzt wurden. Beide Seestreitkräfte wiesen bei Lissa ausgeprägte technische Mängel auf, bei der italienischen Marine traten zusätzlich noch schwerwiegende Rivalitäten im Kommandostab und eine schlechte Ausbildung der Schiffsbesatzungen ans Tageslicht.

## Vorgeschichte
Um die letzten Gebiete der Apenninenhalbinsel, die sich noch in der Hand des Habsburgerreichs befanden, zu erobern, war das damalige Königreich Italien ein Bündnis mit Preußen eingegangen. Mitte Juni 1866 brach der Krieg zwischen Preußen und Österreich aus. Italien erklärte Österreich ebenfalls den Krieg und ließ seine Truppen in Venetien einmarschieren. Obwohl die italienische Armee den Österreichern zahlenmäßig überlegen war, wurde sie am 24. Juni bei Custozza geschlagen und zum Rückzug gezwungen.
Kurz bevor die Italiener bereit waren, die Offensive wieder aufzunehmen, telegrafierte Napoleon III. in der Nacht zum 4. Juli, dass Österreich auf der Grundlage eines Waffenstillstands angeboten habe, Venetien an ihn abzutreten, um es an Italien zurückzugeben. Durch die Niederlage in der Schlacht von Königgrätz wurden Napoleon III. eigene Pläne jedoch durchkreuzt. Dem Telegramm des Kaisers folgte drei Tage später die Drohung, dass er Venedig im Falle einer Ablehnung des Waffenstillstands an Österreich zurückgeben und vielleicht ein Bündnis mit ihm eingehen würde. Das brachte die Italiener in ein schreckliches Dilemma. Einen Bruch mit Frankreich zu riskieren, war ein zu großes Risiko.
Die Italiener erwiderten dem Kaiser, dass sie ohne preußische Zustimmung keinen Waffenstillstand schließen könnten, und machten die Annahme von der sofortigen Übergabe der venezianischen Festungen und der französischen Unterstützung für ihre Ansprüche auf Triest abhängig. In der Zwischenzeit wollte Italien die Zeit nutzen, um Istrien zu besetzen und es später in den Friedensverhandlungen als Faustpfand zu nutzen.

## Auftakt
Bereits am 10. Juni 1866 war Admiral Persano angewiesen worden, die Adria von feindlichen Kriegs- und Handelsschiffen zu säubern sowie Ancona zum Operationsstützpunkt in der Adria zu machen, aber Triest und Venedig vorerst nicht anzugreifen. Nachdem Österreich am 20. Juni Italien offiziell den Krieg erklärt hatte, planten die Italiener zunächst, das österreichische Küstenland an der Adria zu besetzen. Nachdem von Tegetthoff von der Kriegserklärung in Kenntnis gesetzt worden war, traf er sofort die nötigen Maßnahmen, um bei einer günstigen Gelegenheit offensiv gegen die feindliche Flotte vorzugehen. Um Informationen über Stärke und Bewegungen der Italiener zu erhalten, entsandte von Tegetthoff noch am gleichen Tag den Dampfer Stadium zur Aufklärung der Küste von Ancona bis Bari. Am 23. Juni kehrte die Stadium mit der Nachricht zurück, keinerlei feindliche Kriegsschiffe gesichtet zu haben.
In der Annahme, dass die Italiener erst einen Teil ihrer Flotte auf der Reede von Ancona versammelt hatten, fasste der Konteradmiral rasch den Entschluss, von Fasana aus eine Aufklärungsfahrt nach Ancona zu unternehmen. Am 24. Juni stellte von Tegetthoff Erzherzog Albrecht die Anfrage, ob es ihm gestattet sei, eventuell die Offensive zu ergreifen und an der italienischen Küste Aufklärungsfahrten vorzunehmen.
In der Zwischenzeit hatte von Tegetthoff mit allen Schiffskommandanten Kriegsrat gehalten und die Chancen einer Operation gegen Ancona sowie eines eventuellen Angriffs auf die italienischen Schiffe, die dort vor Anker lagen, abgewogen. Die Antwort des Erzherzogs traf am 26. Juni ein und lautete folgendermaßen: Der freien Aktion der Eskadre kein Hindernis im Wege, nur nicht über Lissa hinaus; Mündungen des Po und Küste Venedigs im Auge behalten. Mit der Absegnung des Oberkommandos stach von Tegetthoff am Abend des 26. Juni mit der Panzerfregatte Erzherzog Ferdinand Max von Fasana aus in See. Nachdem in der Morgendämmerung die italienische Küste in Sicht gekommen war, nahmen die Österreicher Kurs auf den Monte Conero. Gegen 4:00 Uhr sichtete der Ausguck der Erzherzog Ferdinand Max in Kursrichtung Rauch. Bald darauf wurde gegen 4:20 Uhr von der Elisabeth ein Dampfer gesichtet.
Die Elisabeth erhielt sofort den Befehl zur Aufklärung. Als sich die Elisabeth dem fremden Dampfer bis auf zirka 1,5 Seemeilen genähert hatte, hisste das Schiff – der Radaviso Esploratore unter dem Kommando von Marchese di Orengo – die italienische Flagge. Dies wurde von der Elisabeth mit dem Hissen der eigenen Flagge sowie mit einigen Schüssen beantwortet, worauf die Esploratore sogleich wendete und auf Ancona zusteuerte. Die Elisabeth versuchte, dem italienischen Schiff den Weg abzuschneiden, doch die Esploratore geriet aufgrund ihrer größeren Geschwindigkeit bald außer Schussweite. Um 5:30 Uhr befand sie sich auf zirka 2,5 Seemeilen von Ancona. Wider Erwarten lag die feindliche Flotte fast vollzählig auf der Rede vor Anker. Die durch die Esploratore alarmierten Italiener setzten sich daraufhin in Bewegung. Gegen 6:30 Uhr näherten sich vier Panzerschiffe in Kielwasserlinie dem Monte Conero, denen in Intervallen weitere italienische Schiffe folgten. Zwischen den Panzerschiffen bildeten mehrere Holzschiffe eine zweite Kielwasserlinie. Aufgrund der Übermacht der Nähe der Landbatterien sowie eines möglichen Seeminengürtels entschied sich Konteradmiral von Tegetthoff um 7:30 Uhr zum Rückzug nach Fasana.
Admiral Persano kreuzte vom 9. bis zum 11. Juli auf der geografischen Breite von Lissa, ohne jedoch gegen die Österreicher vorzugehen. Sein passives Verhalten sorgte zunehmend für Kritik und der Marineminister befahl ihm, endlich irgendeine erfolgversprechende Aktion zu unternehmen. Folglich wurde beschlossen, die Insel Lissa zu besetzen. Man wollte sich damit eine maritime Operationsbasis schaffen, um später relativ gefahrlos die italienische Landstreitmacht in Dalmatien anlanden zu können.

## Die Flotten

### Italien
Die Re di Italia und die Re di Portogallo waren beide in New York gebaut worden. Sie hatten eine Verdrängung von je 5.700 Tonnen, eine 177 mm dicke Panzerung und waren mit einer leistungsstarken Artillerie ausgerüstet. Sie waren jedoch keine guten Seeschiffe, da es ihnen an Auftrieb und Manövrierfähigkeit fehlte, überdies waren ihre Ruder ungeschützt. Daneben besaß Italien das 1866 in Großbritannien gebaute Turmschiff Affondatore. Das Schiff hatte eine 127-mm-Panzerung und war mit zwei 300-Pfünder-Armstrong-Kanonen sowie einem 8 Meter langen Rammsporn ausgestattet. Laut einem Artikel der Londoner Times war es in der Lage, die österreichische Flotte notfalls im Alleingang zu vernichten. Doch auch die Affondatore wies ebenfalls bedenkliche Konstruktionsmängel auf. Die Maria Pia, die Castelfidardo, die Ancona, die San Martino und die Principe Carignano waren ebenfalls Panzerschiffe und besaßen einen durchgehenden Panzergürtel an der Wasserlinie.
Die beiden kleineren Panzerschiffe Terribile und Formidabile mit einer Verdrängung von je 2.700 Tonnen waren in Frankreich gebaut worden. Sie hatten eine 101 mm starke Panzerung und waren mit 152-mm-Kanonen ausgestattet. Zwei gepanzerte Kanonenboote, die Palestro und die Varese, trugen je zwei Armstrong-150-Pfünder und einige kleinere Geschütze. Hinter diesen zwölf Schiffen, welche die erste Linie der italienischen Flotte bildeten, befanden sich neun hölzerne Fregatten und Korvetten mit Dampfantrieb, die jedoch dem älteren Typ entsprachen, den die Panzerung überflüssig gemacht hatte.
Unzufrieden über den Zustand seiner Flotte wies Persano mehrmals den zuständigen Marineminister, General Diego Angioletti, auf eine Reihe von Mängeln hin. Persano schätzte, dass er noch mindestens einen Monat benötigen würde, um die Flotte in einen kampftauglichen Zustand zu versetzen. Am 20. Juni wurde Angioletti durch Agostino Depretis ersetzt, der Persano befahl, sofort auszulaufen und die Flotte in Ancona zu versammeln.

### Österreich
Den Österreichern standen die Panzerschiffe Habsburg, Ferdinand Max, Drache, Kaiser Max, Prinz Eugen, Don Juan d'Austria und Salamander (mit jeweils 101 mm starker Panzerung) und eine Vielzahl von veralteten Vorderladergeschützen zur Verfügung. Daneben bestand die Flotte aus dem Linienschiff Kaiser mit einundneunzig Kanonen, den Fregatten Adria, Donau, Novara, Radetzky und Schwarzenberg sowie zehn Kanonenbooten.
Der bei seinen Untergebenen äußerst beliebte Konteradmiral Wilhelm Freiherr von Tegetthoff galt nach dem Seegefecht bei Helgoland im Deutsch-Dänischen Krieg als einer der erfahrensten und kreativsten Marinebefehlshaber in Europa, besonders wenn es galt, die mangelnde Kampfkraft der österreichischen Flotte durch Notlösungen zu kompensieren.

## Die Schlacht

### Lissa
Die Insel Lissa liegt in der Mitte der Adria etwa 55 Kilometer von der kroatischen und 130 Kilometer von der italienischen Küste entfernt. Die Insel verfügt über mehrere Buchten und Häfen, die zur Verteidigung mit Batterien ausgestattet waren. An der Nordostseite befindet sich Vis mit dem Hafen von San Giorgio. Im Süden die Buchten Carober, Gradac, Portochiave und Travna. An der Südostseite: Die Bucht Milna und Ruda sowie der Hafen Manego. Nachdem Österreich 1815 in den Besitz der Insel Lissa gelangt war, wurden die bestehenden Befestigungen verstärkt und neue Werke hinzugefügt. Für die Verteidigung der zerklüfteten und dicht bewaldeten Insel standen zu diesem Zeitpunkt 1.833 österreichische Soldaten unter dem Befehl von Oberst David Freiherr von Urs de Margina und etwa 100 Kanonen zur Verfügung. Weiter befand sich auf dem 585 Meter hohen Hügel von Hum eine Polizeistation, die über die Nachbarinsel Lesina per Telegraf mit dem dalmatinischen Festland in Verbindung stand.

### Schlachtordnung
Konteradmiral von Tegetthoff war in der Wahl der Angriffsformation nicht völlig frei. Der geplante Angriff bedingte, dass die Panzerdivision die Vorhut bildete und dass sie zugleich eine Formation annahm, die sie befähigte, mit Volldampf auf den Feind loszugehen. Da die Schiffe der Österreicher jedoch nicht alle die gleiche Geschwindigkeit erreichten, entschied er sich gegen die Kiellinienformation. Bei dieser Formation bestand die Gefahr, dass beim Ausbrechen aus der Linie die schnelleren mit den langsameren Schiffen kollidierten. Aus diesem Grund und um eine optimale Ausnutzung seiner Kampfkraft zu gewährleisten, entschied er sich für eine Keilformation.
Admiral Persano teilte seine Panzerschiffe in drei Divisionen ein. Die erste Division unter Konteradmiral Giovanni Vacca bestand aus der Principe de Carignano, der Castelfidardo und der Ancona. Die zweite Division unter Admiral Persano: mit dem Re de Italia, dem Palestro und dem San Martino. Und schließlich die dritte Division unter Kapitän Riboty: mit der Re de Portugalo, der Varese, der Maria Pia, der Terribile und der Formidabile. Konteradmiral Giovanni Battista Albinis Geschwader bestand aus vier Fregatten, einer Korvette, fünf Aufklärern, drei Kanonenbooten, einem Lazarettschiff und zwei Truppentransportern.

### Angriff

Ausgangssituation der Schlacht von Lissa

Am Nachmittag des 16. Juli stach Admiral Persano in See. Die Flotte nahm anfangs einen nordöstlichen Kurs, um das Angriffsziel zu verbergen. In der Nacht vom 16. auf den 17. Juli näherte sich der Messaggero unter (falscher) britischer Flagge fahrend mit Stabschef d'Amico an Bord der Küste, um die Positionen der Küstenbatterien und Festungen auszukundschaften. Persanos Plan sah vor, San Georgio mit dem größten Teil seiner Flotte zu bombardieren, die Festungen von Comisa mit einer kleineren Abteilung zu zerstören, damit eine später eintreffende Streitmacht dort landen konnte, und die Expeditionsstreitkräfte, die er bei sich hatte, in Manego anzulanden. Die Kanonenboote wurden nach Lesina auf der Insel Hvar, geschickt, um das Telegraphenkabel nach Lissa zu kappen und alle Boote zu zerstören, die Informationen an das Festland übermitteln könnten. Ein Späher wurde ausgesandt, um zwischen den Inseln Pelagosa und St. Andrea zu kreuzen, ein weiterer nach Punta Planca auf dem Festland. Durch diese Aufteilung setzen sich die Italiener der Gefahr aus, von örtlich überlegenen Einheiten der Österreicher vernichtet zu werden. Darüber hinaus war mit der Erteilung von Befehlen, die vor dem Verlassen der Flotte hätten erteilt werden müssen, soviel Zeit verloren gegangen, dass die Italiener am 18. Juli erst nach 10 Uhr morgens ihre Stellung erreichten. Dank dieser Verzögerung hatten die Österreicher genug Zeit gehabt, um von Tegetthoff die Ankunft der Italiener zu telegrafieren. Um 10:30 Uhr gab Persano den Befehl zum Angriff.

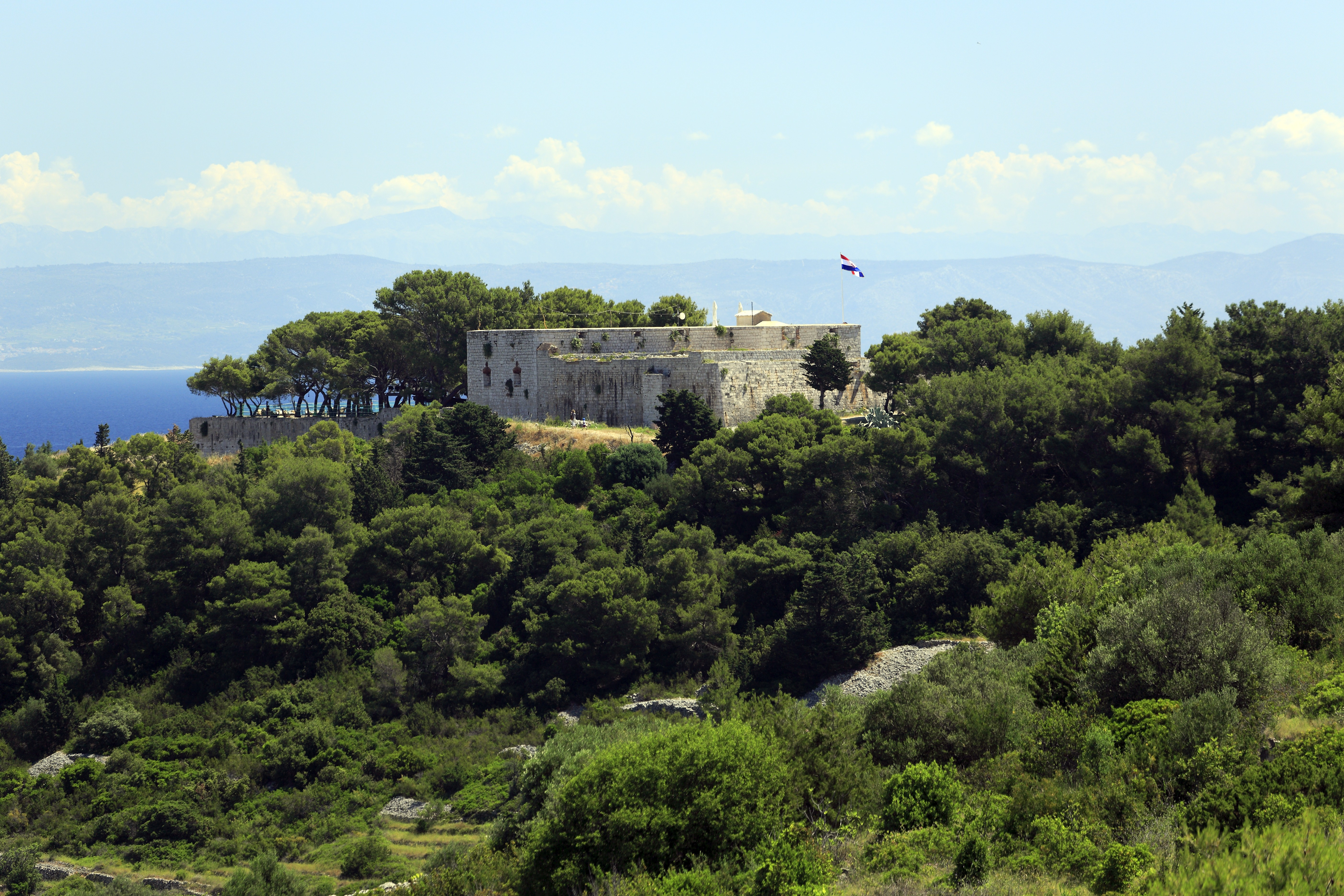
Fort George aus nordöstlicher Richtung

Die erste Division unter Konteradmiral Vacca näherte sich unter Beschuss den Batterien bei Komiža bis auf 1.500 Meter und eröffnete anschließend das Feuer auf die österreichischen Stellungen. Die Küstenbatterien lagen mit bis zu 250 Meter über dem Meeresspiegel jedoch zu hoch für die italienischen Geschütze. Folglich entschied sich Vacca nach einigen Stunden nutzlosen Beschusses, nach Manego zu fahren und Konteradmiral Albini zu unterstützen. Albini, der den Befehl erhalten hatte, die Batterien von Nadpostranje zu zerstören und Truppen in der Bucht von Rukavac anzulanden, erreichte gegen 11:15 Uhr seine Position. Kurz darauf eröffneten die österreichischen Kanonen das Feuer auf die sich nähernden Italiener. Albini sah sich mit dem gleichen Problem wie Konteradmiral Vacca konfrontiert und entschied sich ebenfalls, den Beschuss einzustellen. Anschließend entsandte Albini die Korvette San Giovanni nach San Giorgio, um Persano um weitere Befehle zu bitten. Nachdem Vacca Manego gegen 14:00 Uhr erreicht hatte, informierte ihn Albini über die Situation, worauf Vacca beschloss, weiter nach San Giorgio zu fahren.
Unterdessen hatte sich Admiral Persano von Norden und Kapitän Riboty von Süden aus San Giorgio genähert. Während Persano beabsichtigte, Fort George anzugreifen, sollte Riboty Fort Wellington attackieren. Nachdem bis 15:00 Uhr die meisten Geschütze von Fort George zum Schweigen gebracht worden waren, gab Persano gegen 16:00 Uhr der Maria Pia sowie der San Martino den Befehl, in den Hafen einzulaufen und die inneren Geschützbatterien zu vernichten. Als die beiden italienischen Schiffe in den Hafen einliefen, gerieten sie unter das Feuer sowohl der östlichen Geschütze von Fort Wellington als auch der inneren Geschützbatterien. In der Zwischenzeit war Konteradmiral Vacca gegen 16:45 Uhr erschienen und hatte den sofortigen Befehl erhalten, Riboty bei seinem Angriff auf Fort Wellington zu unterstützen. Um 17:00 Uhr hatte Fort George – nachdem die Hälfte aller Geschütze zerstört und ein Fünftel der Soldaten gefallen war – das Feuer eingestellt. Lediglich Fort Wellington leistete noch Widerstand. In dieser Situation entschied sich Persano, den Kampf abzubrechen und seine Männer ausruhen zulassen.
In der Nacht auf den 19. Juli erhielt Persano die Nachricht, dass von Tegetthoff über den Angriff informiert worden sei. Admiral Persano entschied sich jedoch für einen weiteren Angriff, da er damit rechnete, dass, falls von Tegetthoff tatsächlich ausgelaufen war, er nicht vor dem Abend des 19. Juli eintreffen würde. Die ganze Nacht hindurch arbeiteten die Österreicher, um die Zerstörungen der Italiener zu beheben und die Verteidigungsfähigkeit wieder herzustellen. Bei Tagesanbruch traf die Affondatore mit den Fregatten Carlo Alberto und Principe Umber ein und brachte weitere 2.600 Mann mit. Die beiden Schiffe Terribile und Varese erhielten den Befehl, Comisa anzugreifen, während Albini die Ausschiffung der Truppen decken sollte. Gleichzeitig sollte die Formidabile, unterstützt von den drei Schiffen von Vacca, in den Hafen von San Giorgio einlaufen, während Persano selbst erneut die äußeren Festungen angreifen wollte. Die österreichischen Festungen hielten erneut dem Beschuss stand und die italienischen Divisionskommandeure erwiesen sich als zu zaghaft, um die Truppen anzulanden. Um 20:00 Uhr hatte die italienische Flotte erneut den Angriff abgebrochen und sich acht Seemeilen nördlich von San Georgio zurückgezogen.
Nach dem Einlangen weiterer Telegramme aus Lesina über die Präsenz und Aktivitäten der italienischen Flotte entschied sich Tegetthoff, seine sichere Position in der nördlichen Adria mit seiner Eskadre sofort zu verlassen, um die schwer bedrängte Garnison auf Lissa zu entsetzen. Die gesamte österreichische Flotte, drei Divisionen, lief am 19. Juli gegen 13:30 Uhr aus dem Kanal von Fažana aus und fuhr unter Volldampf nach Süden. Von Tegetthoff hatte seine Anweisungen für den Angriff präzise formuliert. Die Panzerschiff-Abteilung sollte die italienische Linie durchbrechen, ihre Schiffe rammen und ihr Feuer konzentrieren. Die Holzschiffe sollten den einen oder anderen Flügel der feindlichen Linie angreifen oder nach eigenem Ermessen eingesetzt werden. Die Kanonenboote sollten sich in drei Gruppen aufteilen und die Holzschiffe in ihrer Aktion unterstützen.
Um 06:40 Uhr am Morgen des 20. Juli wurden die Italiener gesichtet. Kurz nach 9:00 Uhr wurde der Befehl „klar machen zum Gefecht“ erteilt. Es folgten die Signale „aufschließen“ und „volle Fahrt“ sowie schließlich um 10:35 Uhr an die Panzerschiffe: „den Feind angreifen und versenken“. Nachdem die Italiener ihrerseits die Österreicher gesichtet hatten, gab Persano eine Vielzahl von Signalen. Zunächst gab er der Terribile und der Varese den Befehl, sich ihm anzuschließen, dann ließ er seine eigenen Schiffe und die von Vacca in Dwarslinie in nordwestlicher Richtung aufstellen. Er gab Albini das Signal, die Boote und Männer an Land zu lassen, und befahl ihm gleichzeitig, seine Holzschiffe hinter der Panzerlinie aufzustellen. Als er einige Minuten später feststellte, dass seine Linie in die falsche Richtung zeigte, gab Persano die Signale: „Eine Minute lang nach Nordosten steuern“, dann „Aufschließen“ und „Den Feind angreifen“.
Die Panzerschiffe kamen nur sehr langsam auf ihre Positionen und die Re di Portogallo und Castelfidardo meldeten Defekte an den Maschinen. Nach einigen Reparaturen nahmen sie schließlich ihre Plätze ein. Die Formidabile dampfte sofort nach Ancona ab, nachdem sie Persano signalisiert hatte, dass er nicht kämpfen könne. Kurz nachdem die Italiener sich formiert hatten, änderte Persano seine Meinung und befahl, eine Kiellinienformation zu bilden. Zuerst kamen die Carignano, dann die Castelfidardo und die Ancona, welche die Vorhut bildeten. Es folgten die Re d' Italia, die Affondatore, die Palestro, die San Martino in der Mitte und in der Nachhut die Ribotti, die Re di Portogallo und die Maria Pia. Die Terribile und die Varese waren im Süden noch mehrere Seemeilen entfernt, so dass die gesamte Linie einen Raum von dreizehn Seemeilen (24 km) umfasste.
Gegen 10:00 Uhr beschloss Persano, dass er ein schnelles, wendiges Schiff für die Überwachung der Kämpfe außerhalb der Kampflinie benötigte. Da die Re d' Italia weder schnell noch wendig war, beschloss er, auf die Affondatore auszuweichen. Fatalerweise besaß die Affondatore nur eine Vizeadmiralsflagge, aber keine Admiralsflagge, außerdem wurde kein Signal an die übrige Flotte übermittelt, das diesen Wechsel ankündigte. Durch das Anhalten der Re d'Italia entstand außerdem eine bedeutende Lücke in der Linie der italienischen Panzerschiffe. Die italienische Panzerlinie war daher nur an der Spitze geschlossen. Im Zentrum war die Re d'Italia isoliert, und am Ende waren die Abstände zwischen den Schiffen viel größer, als sie dem Befehl gemäß hätten sein sollen.
Von Tegetthoff erkannte seine Chance und durchbrach um 10:50 Uhr zwischen der Re d'Italia und der Ancona die feindliche Linie. Dabei lieferten sich die Österreicher einen Schusswechsel mit Vaccas Division, aber wegen des starken Wellenganges verfehlten die italienischen Granaten die österreichischen Schiffe. Ob wegen des Rauchs ihrer eigenen Geschütze oder weil die Italiener gut manövriert hatten, konnten die Österreicher bei diesem ersten Angriff kein italienisches Schiff rammen. Nachdem die Österreicher die Lücke passiert hatten, war Vacca mit seinen drei Schiffen nach Backbord ausgebrochen, um die schwächere österreichische Nachhut anzugreifen. Er führte die Bewegung jedoch sehr langsam aus, so dass die Nachhut durch die Lücke gestoßen war, bevor Vacca seine Wende vollendet hatte. Angeführt von der Kaiser fuhren die Novara, die Friedrich Max, die Radetzky, die Adria, die Schwarzenberg und die Donau nun nach Süden, um die italienischen Holzschiffe anzugreifen. Dabei sah sich die Kaiser zunächst mit der Affondatore konfrontiert, die das Feuer auf die Kaiser eröffnete, sechs Männer tötete und leichte Schäden verursachte. Die Kaiser erwiderte das Feuer und nachdem die anderen österreichischen Schiffe ihr Feuer ebenfalls auf die Affondatore konzentrierten, zog sich das Schiff in Richtung Westen zurück. Kurz darauf eröffnete Ribottis Division, die von der Varese verstärkt wurde, das Feuer auf die Kaiser.
Anschließend kam die Portogallo an Backbord voraus in Sicht und Kommodore Petz war trotz seines hölzernen Schiffes entschlossen, es zu rammen. Petz fiel leicht nach Steuerbord ab und mit einer scharfen Wende nach Backbord gelang es ihm, seinen Gegner querab zu treffen. Die Kaiser streifte längs der Bordwand des Portogallo, zertrümmerte einen Teil seiner Panzerung, die Kranbalken, riss alle Stückpfortendeckel an Backbord sowie die Wanten des Fockmastes entzwei. Die Kaiser selbst erlitt dabei ebenso schwere Schäden. Der Bugspriet und der Scheg wurden weggerissen und der Fockmast stürzte krachend über die Seite auf den Schornstein. Trotz ihres Zustands und des italienischen Geschützfeuers war die Kaiser in der Lage, mindestens zwei konzentrierte Breitseiten aus nächster Nähe abzufeuern, die ober- und unterhalb der Wasserlinie so viel Schaden anrichteten, dass der Portogallo daraufhin abdriftete und sich im Rauch des Kampfes verlor.
In der Zwischenzeit hatte von Tegetthoff Persanos Division angegriffen. Die gesamten sieben österreichischen Panzerschiffe hatten sich auf die Re d' Italia, die Palestro und die San Martino konzentriert. Das Gefecht hatte sich jetzt zu einem dichten Mêlée entwickelt das jedem Kombattanten nur einen kurzen Blick auf den anderen erlaubte. Die österreichischen Schiffe waren schwarz, während die Italiener hellgrau gestrichen waren. Darüber hinaus hatten die Österreicher die Schornsteine der Schiffe unterschiedlich gefärbt, so dass sie ihre eigenen Panzerschiffe leicht identifizieren konnten. Tegetthoffs Befehl war klar und deutlich: „Alles, was grau ist, rammen!“. Das bedrängte italienische Zentrum wurde nun von vorne, von den Flanken und von hinten angegriffen. Die Palestro und die San Martino wurden mit massivem Geschützfeuer überzogen, worauf sie sich nach mehreren Treffern in Richtung Norden bzw. Südwesten zurückzogen. Während die Kaiser, schwer angeschlagen, mit brennendem Tauwerk und vielen getöteten oder verwundeten Kanonieren, weiterfuhr, tauchte aus dem Rauch der Affondatore auf, der auf einem Kurs dampfte, der den der Kaiser im rechten Winkel kreuzte. Die Affondatore näherte sich, als wolle sie das Schiff rammen. Als der Zusammenstoß unmittelbar bevorstand, gab Persano plötzlich den Befehl, auszuweichen und das Schiff zu verschonen. Möglicherweise fürchtete er, dass sich sein Rammdorn im Rumpf der Kaiser verfangen und sein eigenes Schiff mit dem Feind untergehen würde.
Währenddessen erreichte das Schlachtgeschehen seinen Höhepunkt. Als die Österreicher sich der nun eingekreisten Re d 'Italia näherten, traf ein Schiff tatsächlich ihren Achtersteven und riss das Ruder weg, wodurch sie praktisch hilflos wurde. In dieser äußerst kritischen Lage befahl von Tegetthoff der Ferdinand Max, das Schiff mit voller Geschwindigkeit zu rammen. Die Re d Italia krängte stark nach Steuerbord, als sie getroffen wurde. Das Schiff begann sofort vollzulaufen und sank innerhalb von nur drei Minuten. Während von Tegetthoff versuchte, einige Boote zu Wasser zu lassen, um die Italiener zu retten, trafen die Schiffe der Vor- und Nachhut ein, woraufhin sich von Tegetthoff zurückzog.
Durch den Verlust der Re d'Italia und den Rückzug der Palestro reduzierte sich das italienische Panzerschiffsgeschwader auf neun Schiffe. Dennoch war Persano entschlossen, die Kämpfe fortzusetzen. Die Ancona und die Varese bereiteten sich auf einen neuen Angriff auf Petz’ Division vor, als sie zusammenstießen und für einige Minuten ineinander verkeilt blieben. In diesen Minuten konnten die Österreicher einen Vorsprung gewinnen und entkommen. Die Verluste an Bord der Kaiser waren schwer. Eine der 300-Pfund-Granaten der Affondatore hatte den Rumpf des Schiffes getroffen und zwanzig Männer getötet oder verwundet. Insgesamt hatte sie vierundzwanzig Tote und fünfundsiebzig Verwundete zu beklagen. Doch die Kaiser war noch nicht in Sicherheit. Die Maria Pia war nun aufgetaucht und eröffnete aus 800 Metern Entfernung das Feuer. Die Kaiser versuchte das Feuer zu erwidern, aber viele der Geschütze waren außer Gefecht gesetzt, während das Feuer sich über die Takelage auf das ganze Schiff ausbreitete. Der Dampf ging zur Neige und die Ruderanlage war beschädigt. Auch die anderen Holzschiffe waren schwer in Mitleidenschaft gezogen worden. Ein Schiff wurde nur noch durch die Pumpen über Wasser gehalten, ein anderes stand in Flammen, und bei einem weiteren war die Besatzung der Geschütze dezimiert. Petz zog seine Division aus dem Einsatz zurück und steuerte San Georgio an. Dennoch hatte die Kaiser bewiesen, dass auch ein hölzernes Schiff ein Panzerschiff angreifen und der Zerstörung entgehen kann.
Gegen 12:20 Uhr hatten sich die beiden Flotten getrennt und die österreichischen Panzerschiffe bewegten sich zur Unterstützung ihrer ungepanzerten Schiffe in Richtung San Georgio. Nachdem sich seine Flotte wieder zusammengefunden hatte, formierte der österreichische Admiral sie in drei Kolonnen in nordöstlicher Richtung, zwischen den italienischen Panzerschiffen und dem Land, seine eigene Panzerschiffskolonne seewärts. In der Zwischenzeit, als sich der Geschützrauch verzogen hatte, sah Persano, dass sich Albinis Division noch immer an der Küste befand, während sich seine Panzerschiffe in Kolonne westlich davon befanden. Persano gab daraufhin Signal zur allgemeinen Verfolgung. Da seine Kapitäne jedoch nicht wussten, das sich Persano auf der Affondatore befand, schenkten sie den Signalen keine Beachtung.
Persano verlor nun offensichtlich den Überblick über die Schlacht, da er immer wieder widersprüchliche Flaggensignale setzen ließ wie: Die Flotte soll den Feind jagen. Der Befehlshaber wünscht die rasche Ausführung der erteilten Befehle, jedes Schiff, welches nicht kämpft, ist nicht auf seinem Posten. Dann erfuhr er durch Signale, dass die Re d'Italia gesunken, die Palestro durch Feuer dem Untergang geweiht und die San Martino fast kampfunfähig war. Zusammen mit seinen Holzschiffen und der Terrible setzte Persano seine Kolonne an die Spitze und dampfte nach Westen. Die beiden Flotten beobachteten sich bis zum Einbruch der Dunkelheit, wobei die Italiener einen Zickzackkurs fuhren, aber einen respektvollen Abstand zu von Tegetthoff einhielten. In der Abenddämmerung nahm Persano Kurs auf Ancona und von Tegetthoff auf Pola.

## Nachwirkungen
Noch am selben Abend sandte von Tegetthoff ein Telegramm nach Wien: Heute Vormittag vor Lissa, feindliche Flotte angetroffen. Nach zweistündigem Kampf den Feind verdrängt, Lissa entsetzt.
Ausschlaggebend für die italienische Niederlage waren die zerstreuten Ausgangspositionen ihrer Schiffe während der Landungsoperationen, die unter anderem durch Streitigkeiten und Missverständnisse bedingte uneinheitliche Gefechtsführung, Persanos Wechsel des Flaggschiffs, die dadurch verursachte Lücke in ihrer Formation sowie der zögerliche Gegenangriff, nachdem die Österreicher die Lücke durchbrochen hatten. Die österreichische Flotte konnte diesen Kampf für sich entscheiden, da die entscheidenden Befehle ohne Verzögerung gegeben wurden, der Schlachtplan gut vorbereitet und durchdacht und vor allem ihre Mannschaften hervorragend ausgebildet waren. Ein wesentlicher Teil des Erfolgs wurde auch durch die entschlossene und unkonventionelle Vorgehensweise Tegetthoffs ermöglicht.
Die Schlacht von Lissa war das erste Seegefecht der europäischen Kriegsgeschichte, in dem Panzerschiffe eingesetzt wurden. Allerdings wurde der Rammtaktik in der Schlacht zu viel Aufmerksamkeit geschenkt. Die Österreicher griffen eine Flotte an, die in keiner Weise geordnet war und so die besten Chancen bot, den Rammsporn einzusetzen. Dennoch gelang es ihnen nur ein Schiff mit dieser Waffe zu versenken. Mit der Entwicklung noch durchschlagskräftigerer und weittragenderer Kanonen, die Schiffe schon versenken konnten, während sie sich noch dem Gegner zum Rammen näherten, erwies sich diese Taktik schon bald als überholt. Die Italiener besaßen zwar zahlreichere und bessere Schiffe als die Österreicher, konnten dies aber nicht zu ihrem Vorteil nutzen.
Die Niederlage war für Italien eine nationale Tragödie. Admiral Persano wurde seines Amtes enthoben und unehrenhaft aus dem Marinedienst entlassen. Tegetthoff hingegen wurde für seinen Einsatz – quasi noch auf dem Schlachtfeld – von Kaiser Franz Joseph zum Vizeadmiral befördert. Nur kurze Zeit später wurde ihm auch der Maria-Theresien-Orden mit Kommandospange verliehen. In Wien und zahlreichen weiteren Städten der Monarchie wurde er zum Ehrenbürger erklärt. Weiters langte ein überschwängliches Gratulationsschreiben seines ehemaligen Vorgesetzten und nun als Kaiser von Mexiko amtierenden Ferdinand Maximilian bei ihm ein. Auch dem Postmeister von Lesina, Bräuer, wurde für seine Verdienste ein Orden verliehen. Der Pfarrer Plancic erhielt eine wertvolle Monstranz für seine Kirche gestiftet.

### Verluste
Die Italiener verzeichneten 700 Tote und Verwundete sowie 19 Gefangene. Die Österreicher hatten insgesamt 176 Mann an Verwundeten und Toten zu beklagen. Einige ausländische Zeitungen meldeten fälschlich, auch das Linienschiff SMS Kaiser sei versenkt worden. Mehrere Panzerschiffe beider Parteien wurden leicht beschädigt. Die schwer beschädigte Affondatore sank drei Tage später vor Ancona.

## Gedenken
Im Marinesaal des Heeresgeschichtlichen Museums in Wien ist die Seeschlacht bei Lissa anhand von Schiffsmodellen, darunter auch zwei der SMS Erzherzog Ferdinand Max, zahlreichen Gemälden, Fotografien und Erinnerungsgegenständen im Detail dokumentiert.
Im Jahr 1866 wurde in Wien-Landstraße (3. Bezirk) die Lissagasse nach der Seeschlacht von Lissa benannt. Eine Quergasse der Lazarettgasse im Bezirk Gries in Graz, die Lissagasse, soll ebenfalls an dieses für die österreichische Militärgeschichte denkwürdige Ereignis erinnern.
In Wien findet jährlich um den 20. Juli eine Gedenkveranstaltung zu Ehren der in der Seeschlacht Gefallenen an der Reichsbrücke statt, bei der auch stets hochrangige Offiziere des österreichischen Bundesheeres vertreten sind. Im Museo del Risorgimento im italienischen Nationaldenkmal in Rom werden in Erinnerung an die Seeschlacht ein Gemälde, ein österreichischer Rettungsring und ein halbes Steuerruder des österreichischen Schiffes SMS Laudon gezeigt. Allerdings gab es erst ab 1873 ein Schiff dieses Namens in der österreichischen Marine.